# Huff-Daland LB-1
Le Huff-Daland LB-1 est un bombardier léger, biplan, monomoteur, développé aux États-Unis dans les années 1920. Construit à 10 exemplaires, le LB-1 est utilisé par l'USAAC comme avion d'essai à partir de 1923.